# Kehlkopfmuskulatur
Der Kehlkopf (lat. Larynx) wird von verschiedenen Skelettmuskeln umgeben und bewegt, die als Kehlkopfmuskeln (Musculi laryngis) bezeichnet werden. Sie haben einen unterschiedlichen Einfluss auf die Stimmritze und die Stimmbänder.
Die Muskeln sind zumeist nach den zwei Knorpeln benannt, zwischen denen sie verlaufen:
- Schildknorpel (lat. Cartilago thyreoidea)
- Ringknorpel (lat. Cartilago cricoidea)
- Stellknorpel (lat. Cartilago arytaenoidea)
- Kehldeckelknorpel (lat. Cartilago epiglottica).

## Kehlkopfmuskulatur des Menschen
| lat. Name                                              | Ursprung                                               | Ansatz                                        | Innervation                           | Funktion                                                                            |                        |                        |
| Äußere Kehlkopfmuskeln                                 | Äußere Kehlkopfmuskeln                                 | Äußere Kehlkopfmuskeln                        | Äußere Kehlkopfmuskeln                | Äußere Kehlkopfmuskeln                                                              | Äußere Kehlkopfmuskeln | Äußere Kehlkopfmuskeln |
| ------------------------------------------------------ | ------------------------------------------------------ | --------------------------------------------- | ------------------------------------- | ----------------------------------------------------------------------------------- | ---------------------- | ---------------------- |
| Musculus cricothyreoideus                              | Arcus des Ringknorpels                                 | Unterrand und Unterhorn des Schildknorpels    | R. externus des N. laryngeus superior | Bewegt den Ringknorpel nach oben/hinten, was die Stimmbänder spannt                 |                        |                        |
| Innere Kehlkopfmuskeln                                 |                                                        |                                               |                                       |                                                                                     |                        |                        |
| Musculus cricoarytaenoideus posterior (kurz: Posticus) | rückwärtige Außenfläche der Lamina des Ringknorpels    | Processus muscularis des Stellknorpels        | N. laryngeus inferior                 | zieht Proc. muscularis nach hinten, öffnet (als einziger Muskel) dadurch Stimmritze |                        |                        |
| Musculus cricoarytaenoideus lateralis                  | oberer Rand und Außenfläche des Arcus des Ringknorpels | Proc. muscularis des Stellknorpels            | N. laryngeus inferior                 | zieht Proc. muscularis nach innen, schließt dadurch Stimmritze                      |                        |                        |
| Musculus thyreoarytaenoideus                           | Innenfläche des Schildknorpels                         | Vordere und laterale Fläche des Stellknorpels | N. laryngeus inferior                 | Schließen der Stimmritze                                                            |                        |                        |
| Musculus arytaenoideus transversus (unpaar)            | rückwärtig, zwischen den Stellknorpeln                 |                                               | N. laryngeus inferior                 | Schließen der Stimmritze                                                            |                        |                        |
| Musculus arytaenoideus obliquus (paarig)               | Proc. muscularis des Stellknorpels                     | Apex des anderen Stellknorpels                | N. laryngeus inferior                 | Schließen der Stimmritze                                                            |                        |                        |
| Musculus thyreoepiglotticus                            | Vorderfläche der Lamina des Schildknorpels             | Proc. vocalis                                 | N. laryngeus inferior                 | Adduziert die Stimmbänder                                                           |                        |                        |
| Musculus aryepiglotticus                               | Apex der Stellknorpel                                  | Seitenflächen des Kehlkopfdeckels             | N. laryngeus inferior                 | Adduziert die Stimmbänder                                                           |                        |                        |
| Musculus vocalis                                       | Winkel zwischen den beiden Laminae des Schildknorpels  | Proc. vocalis                                 | N. laryngeus inferior                 | bewirkt Eigenspannung der Stimmbänder und verschließt Stimmritze                    |                        |                        |

## Besonderheiten bei den anderen Säugetieren
Bei den Nicht-Primaten verhalten sich die Kehlkopfmuskeln bis auf wenige Unterschiede genauso. Folgende Besonderheiten sind zu beachten:
- Der Musculus cricoarytaenoideus posterior wird Musculus cricoarytaenoideus dorsalis genannt. Er ist auch bei den Tieren der einzige Stimmritzenerweiterer, während alle anderen Muskeln die Stimmritze verengen.
- Der Musculus thyreoarytaenoideus ist bei Pferden und Hunden in zwei Muskelschenkel, nämlich den vorderen Musculus ventricularis (veraltet Musculus venstibularis) und den hinteren Musculus vocalis, unterteilt. Zwischen diese beiden Muskelstränge stülpt sich vom Kehlkopfinnenraum die seitliche Kehlkopftasche (Ventriculus laryngis) zur Seite vor.
- Pferde besitzen zusätzlich einen Musculus thyreoarytaenoideus accessorius und einen Musculus tensor ventriculi laryngis.
- Der Musculus hyoepiglotticus (zwischen Zungenbein und Kehldeckel) wird ebenfalls zu den Kehlkopfmuskeln gerechnet.
- Musculus arytaenoideus obliquus, Musculus aryepiglotticus und Musculus thyreoepiglotticus fehlen den meisten Nicht-Primaten.